# Caparide
Caparide é uma localidade da freguesia de São Domingos de Rana, Cascais, no distrito e área metropolitana de Lisboa, Portugal.
Limita a norte e leste com Tires, a sudeste com o Zambujal, a sul com o Penedo e a oeste com Alapraia, Livramento e Manique.
É uma das povoações mais vetustas do concelho, tendo as suas raízes na ocupação romana do local, donde deriva o seu topónimo (do latim para a alcaparreira).
A aldeia, ribeira e os casais circundantes possuiam, em 1527, 26 habitantes, que aumentaram para 555 em 1960.
Possui como principais pontos de interesse o seu núcleo urbano histórico e o seu chafariz, bem como a Quinta dos Pesos ou de Santa Rita, onde se produz Vinho de Carcavelos. Nas margens da ribeira, é também possível encontrar árvores classificadas, consistindo de vários exemplares de Platanus acerifolia